# Schloss Auzers

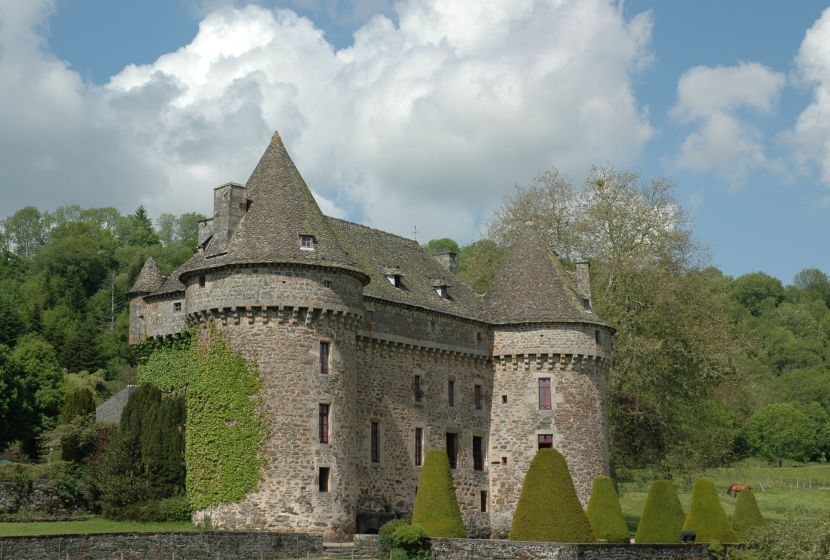
Gartenseite des Schlosses Auzers

Das Schloss Auzers (französisch Château d’Auzers) steht in der gleichnamigen französischen Gemeinde Auzers im Département Cantal der Region Auvergne.
Das Schloss wurde am 21. März 1973 als Monument historique klassifiziert und damit unter Denkmalschutz gestellt. Es kann im Rahmen von Schlossführungen besichtigt werden.

## Beschreibung
Schloss Auzers wurde im 14. Jahrhundert inmitten der Wirren des Hundertjährigen Krieges als Burganlage erbaut. Mitte des 15. Jahrhunderts wurde die Burg geplündert und gebrandschatzt. Im 16. Jahrhundert wurde das Schloss im alten Stil wieder aufgebaut und behielt die mittelalterliche Charakteristik. Es besitzt ein rechteckiges Hauptgebäude mit zwei großen Ecktürmen zur Gartenseite und einen Treppenturm zur Vorderseite.
Im Inneren ist die Einrichtung aus verschiedenen Epochen erhalten. Zentral gelangt man in einen kleinen Salon im Erdgeschoss. Dann gelangt man ins Kaminzimmer, das mit einem mächtigen Kamin ausgestattet ist. Auf der rechten Seite zum Garten gibt es eine kleine Bibliothek mit einigen Raritäten. Auf der rechten Seite zum Eingang befindet sich ein Schlafzimmer mit originalem Mobiliar aus der Zeit Napoleons.
Im Keller befindet sich ein großer Speisesaal mit Kamin.

## Geschichte

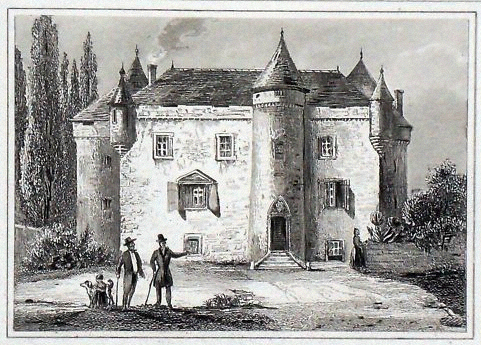
Schloss Auzers, romantischer Stich von 1840

Die Herrschaft über Schloss und Gemeinde Auzers geht auf das Jahr 1364 zurück. Bernard von Marlat vererbte den Besitz seiner Tochter Blanche, die 1402 Blandin Bompart heiratete. Das Erbe ging anschließend auf ihren Sohn Blandin Bompar über. Er war Herr über Auzers sowie ab 1469 auch über Cussac. Blandin Bompar diente dem Grafen von Boulogne und später seinem Nachfolger Gilbert de Chabannes, für den er den Bau des Schlosses in Madic überwachte. Er heiratete Helen Fontages, mit der er eine Tochter, Alix, hatte, die nacheinander zwei Brüder heiratete.
1470 ehelichte sie Antoine de Douhet, Rechtsgelehrten und Kanzler von Jean, Graf von Boulogne und der Auvergne. Sie hatten zehn gemeinsame Kinder. In einer zweiten Ehe heiratete Alix den Bruder ihres verstorbenen Mannes, Jacques de Douhet. Mit ihm hatte sie drei weitere Kinder. Den Besitz erbte Gabriel de Douhet d’Auzers, Herr über Auzers und königlicher Statthalter in der Auvergne. Er baute das Schloss in seiner heutigen Form wieder auf.